# 혼나촌
혼나촌(本名村)은 후쿠시마현 오누마군에 있던 촌이다. 1955년 3월 31일 혼나촌 등 4개 촌이 합병하여 가네야마촌이 신설되고 폐지되었다.

## 역사
- 1889년 4월 1일 - 정촌제 시행에 의해 혼나촌 단독으로 자치체를 형성하였다.
- 1955년 3월 31일 - 혼나촌 및 누마사와촌, 가와구치촌, 요코타촌 등 4개 촌이 합병하여 가네야마촌이 신설되고, 혼나촌 등은 폐지되었다.

## 교통

### 철도노선
혼나촌 촌역이었던 곳에 혼나역이 있으나, 혼나촌이었던 당시에는 미개업 상태였다.(합병 후 1965년에 개업)

### 도로
- 국도 252호선

## 참고 문헌
- 角川日本地名大辞典 7 福島県